# Rushmore
Rushmore (angleško Mount Rushmore) je granitni batolit v gorovju Black Hills v Južni Dakoti, ZDA, v katerega je vklesan znameniti Narodni spomenik Rushmore (Mount Rushmore National Memorial), ki predstavlja štiri ameriške predsednike: Georgea Washingtona, Thomasa Jeffersona, Theodora Roosevelta in Abrahama Lincolna.

## Zgodovina
Idejo za ta velikanski spomenik je dal zgodovinar Doane Robinson, sprva za promocijo turizma v Južni Dakoti, izvedba pa je delo kiparja in slikarja Gutzona Borgluma ter njegovega sina Lincolna. Borglum je hotel ustvariti neminljiv narodni spomenik, ki bi simboliziral načela in ideale ameriškega naroda. Te štiri predsednike je izbral, ker predstavljajo prvih 130 let naroda, ohranitev republike in razširitev njenega ozemlja.
Smernice za postavitev spomenika so postavili leta 1923. Gutzon in minister za zgodovino Južne Dakote sta izdelala načrt za velikansko skulpturo v gorovju Black Hills, ki naj bi prikazoval portrete najpomembnejših ameriških predsednikov.

## Konflikti in potencial
Graditev narodnega spomenika je bila zelo dolgo sporna, saj je zemlja, na kateri stoji, po sporazumu iz leta 1868 last staroselcev iz plemena Lakota. Kljub temu so gradnjo izvedli. Leta 1948 so kot odgovor na Rushmore pričeli v bližini graditi orjaški spomenik Noremu konju, ki pa do danes še ni končan.
Center za obiskovalce, v sedanji obliki urejen leta 1998, obišče več kot dva milijona obiskovalcev na leto; gora je najbolj obiskana znamenitost Južne Dakote, v kateri je turizem druga najpomembnejša gospodarska panoga.